# 타원 복합체
편미분 방정식 이론과 미분기하학에서 타원 복합체(楕圓複合體, elliptic complex)란 프레드홀름 작용소로 이루어진 사슬 복합체다. 드람 복합체와 돌보 복합체를 일반화한 것이다.

## 정의
{\displaystyle M}이 매끄러운 다양체라고 하자. {\displaystyle E_{i}} ({\displaystyle i=0,1,\dots })가 {\displaystyle M} 위의 매끄러운 벡터 다발이라고 하자. 또한 {\displaystyle D_{i}\colon E_{i}\to E_{i+1}}이 벡터 다발 단면 층 사이의 미분 연산자라고 하자. 즉, 다음과 같은 꼴이다.
{\displaystyle \cdots {\stackrel {D_{i-2}}{\longrightarrow }}\Gamma (E_{i-1}){\stackrel {D_{i-1}}{\longrightarrow }}\Gamma (E_{i}){\stackrel {D_{i}}{\longrightarrow }}\Gamma (E_{i+1}){\stackrel {D_{i+1}}{\longrightarrow }}\cdots }.
이 연산자들이 각각 프레드홀름 작용소이고, 또한 {\displaystyle D_{i+1}\circ D_{i}=0}을 만족한다고 하자. 그렇다면 이 구조를 타원 복합체라고 한다.
여기서 프레드홀름 작용소란 타원 미분 작용소의 한 종류다. 만약 {\displaystyle M}이 콤팩트 공간이라면, 모든 타원 미분 작용소는 프레드홀름 작용소이다.

## 같이 보기
- 사슬 복합체

## 참고 문헌
- Nakahara, Mikio (2003년 6월 4일). 《Geometry, Topology and Physics》 2판. Taylor & Francis. doi:10.1201/9781420056945. ISBN 978-0-7503-0606-5.